# Aribert Reimann
Aribert Reimann (4. března 1936 Berlín – 13. března 2024 Berlín) byl německý hudební skladatel, pedagog a klavírista.

## Život
Aribert Reimann se narodil 4. března 1936 v Berlíně. Studoval kompozici, kontrapunkt a hru na klavír na Universität der Künste v Berlíně. Po absolvování školy pracoval jako korepetitor v Deutsche Oper Berlin. Na počátku sedmdesátých let se stal členem Akademie der Künste v Berlíně. V letech 1983–1998 působil jako profesor na Universität der Künste v Berlíně. Jako skladatel se stal známým zejména sérií oper na literární témata (August Strindberg, William Shakespeare, Franz Kafka a další). Kromě toho zkomponoval řadu skladeb vokální a komorní hudby. Jeho práce byly oceněny mnoha vyznamenáními. Žil a pracoval v Berlíně.

## Vyznamenání
- 1962 Berliner Kunstpreis für Musik (Junge Generation)
- 1963 Rompreis mit Villa Massimo-Stipendium
- 1965 Robert-Schumann-Preis der Stadt Düsseldorf
- 1966 Förderungspreis der Stadt Stuttgart
- 1985 Großes Bundesverdienstkreuz
- 1985 Braunschweiger Ludwig-Spohr-Preis
- 1986 Prix de composition musicale de la Fondation Prince Pierre de Monaco
- 1987 Bach-Preis der Freien und Hansestadt Hamburg
- 1991 Frankfurter Musikpreis
- 1993 Officier de "L'Ordre du Mérite Culturel" de la Principauté de Monaco
- 1995 Großes Verdienstkreuz mit Stern des Verdienstordens der Bundesrepublik Deutschland
- 1999 Commandeur de "L'Ordre du Mérite Culturel" de la Principauté de Monaco
- 1999 Verleihung der Goldenen Nadel der Dramatiker Union
- 2002 Preis der Kulturstiftung Dortmund
- 2002 Berliner Kunstpreis
- 2006 Arnold Schönberg Prize
- 2011 Ernst von Siemens Music Prize

## Dílo

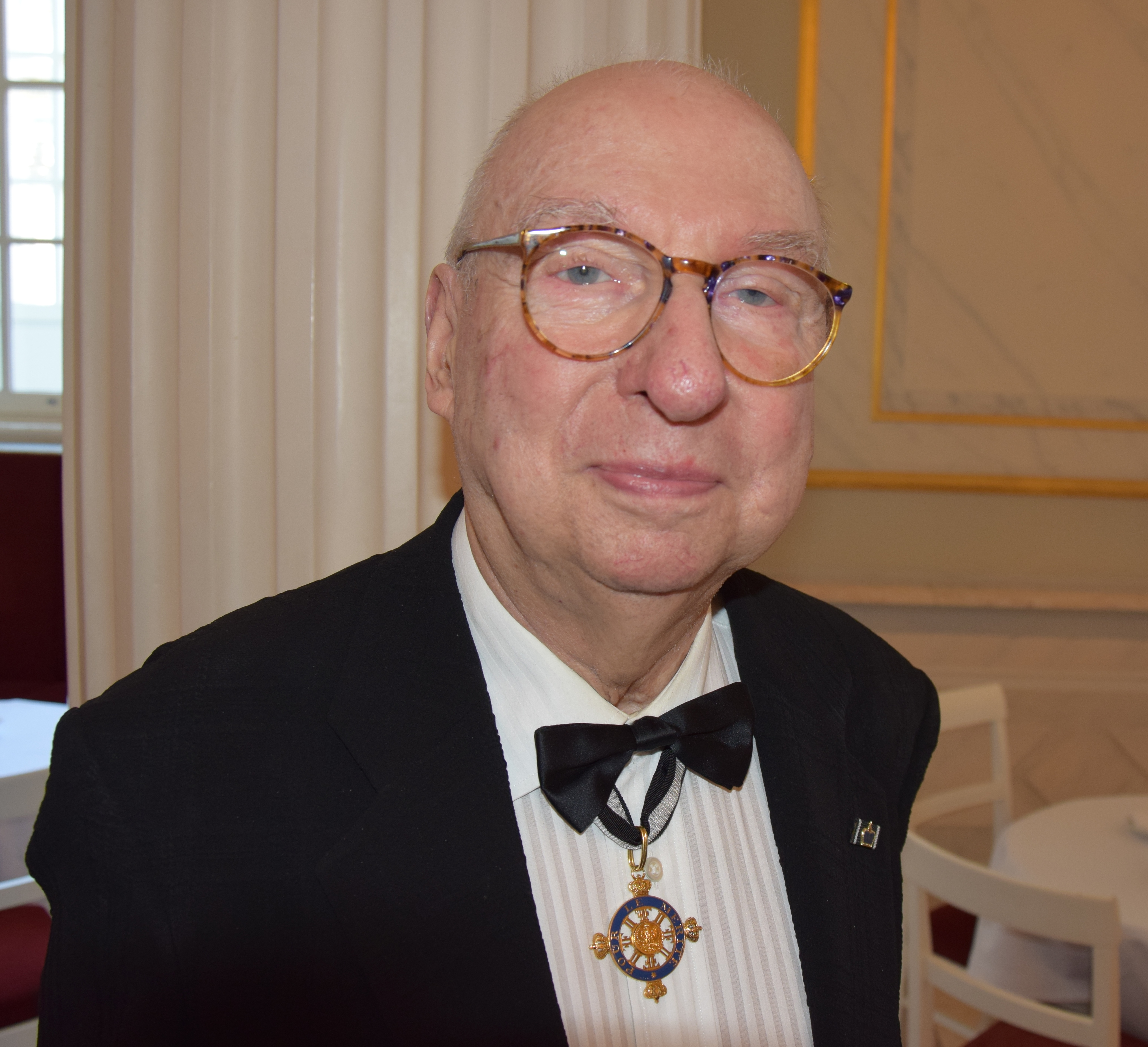
Aribert Reimann (2014)

### Jevištní díla
- Stoffreste (balet, libreto Günter Grass, 1959, Opernhaus Essen)
- Ein Traumspiel (opera, libreto Carla Henius podle Augusta Strindberga, 1965, Kiel)
- Melusine (opera, libreto Claus H. Henneberg podle Yvana Golla, 1971, Schwetzingen)
- Die Vogelscheuchen (balet, libreto Günter Grass, 1970, Deutsche Oper Berlin)
- Lear (opera, libreto Claus H. Henneberg podle Williama Shakespearea, 1978, Mnichov, Nationaltheater)
- Die Gespenstersonate (opera, libreto Uwe Schendel a Aribert Reimann podle Augusta Strindberga, 1984, Berlín, Hebbel-Theater)
- Troades (opera, libreto Gerd Albrecht a Aribert Reimannpodle Euripida, 1986, Mnichov, Nationaltheater)
- Das Schloss (opera, libreto Aribert Reimann podle Franze Kafky, 1992, Deutsche Oper Berlin)
- Bernarda Albas Haus (opera, libreto Aribert Reimann podle Federica Garcíi Lorcy, 2000, Mnichov, Nationaltheater)
- Medea (podle Franze Grillparzera, 2010, Vídeň, Wiener Staatsoper)
- L'invisible (opera, libreto skladatel podle Maurice Maeterlincka, 2017, Deutsche Oper Berlin)

### Orchestrální skladby
- Ein Totentanz, suita pro baryton a komorní orchestr (1960)
- Hölderlin-Fragmente pro soprán a orchestr (1963)
- Sinfonie podle opery "Ein Traumspiel" (1964)
- Verrà la morte, kantáta podle Cesare Pavese pro sóla, dva smíšené sbory a orchestr (1966)
- Ronda pro smyčcový orchestr (1967)
- Engführung pro tenor a orchestr (1967)
- Inane, monolog pro soprán a orchestr (1968)
- Loqui (1969)
- Fragmenty z opery "Melusine" (1970)
- Cyklus písní na slova Paula Celana pro baryton a orchetr (1971)
- Koncert pro klavír a 19 hudebníků (1972)
- Lines pro soprán a komorní orchestr (1973)
- Wolkenloses Christfest, requiem pro baryton, violoncello a orchestr (1974)
- Variationen (1975)
- Six Poems by Sylvia Plath (1975)
- Fragmenty z opery Lear pro baryton a orchestr (1976/78)
- Tři písně na slova Edgara Allana Poa pro soprán a orchestr (1980/82)
- Chacun sa chimère (Poème visuel na slova Charlese Baudelaira pro tenor a orchestr (1981)
- Requiem pro sóla, sbor a orchestr (1982)
- Sedm fragmentů pro orchestr na paměť Robert Schumanna (1988)
- Devět kusů (1993)
- Finite Infinity podle básní Emily Dickinson pro soprán a orchestr (1994/95)
- Koncert pro housle a orchestr (1995/96)
- Kumi Ori pro baryton a orchestr (1999)
- Spiralat Halom, Traumspiralen (2002)
- Nahe Ferne, Momente zu Ludwig van Beethovens Klavierstück in B-Dur (2002/03)
- Tarde pro soprán a orchestr (2003)
- Zeit-Inseln (2004)
- Cantus pro klarinet a orchestr (2006)

### Písně
- März pro vypravěče a basovou flétnu (1966)
- Entsorgt (baryton, 1989)
- Shine and Dark podle básně Jamese Joyce pro baryton a klavír levou rukou, 1989)
- Eingedunkelt (alt, 1992)
- Lady Lazarus (soprán,1992)
- Nightpiece (soprán, 1992)
- Fünf Lieder na slova Paula Celana pro kontratenor a klavír (1994/2001)
- …ni una sombra, trio soprán, klarinet a klavír podle básně Friedricha Rückerta a Antonio Porchii (2006)
- Ein Blick war’s, der mich ins Verderben riss. (Monolog Stelly ze stejnojmenné hry Johanna Wolfganga von Goetha pro soprán a klavír, 2014)

### Komorní hudba
- První sonáta pro klavír (1958)
- Reflexionen für sieben Instrumente (1966)
- Trovers nach altfranzösischen Troubadour (1967)
- Spektren pro klavír (1967)
- Variationen für Klavier (1979)
- Unrevealed pro baryton a smyčcový kvartet (1981)
- Gedichte der Maria Stuart von Robert Schumann, op. 135 pro mezosoprána komorní soubor (1988)
- Auf dem Weg (klavír, 1989/93)
- ... oder soll es Tod bedeuten? (Osm písní a jeden fragment Felixe Mendelssohna Bartholdyho na básně Heinricha Heineho pro soprán a smyčcový kvartet (1996)
- Metamorphosen na menuet Franze Schuberta pro deset nástrojů (1997)
- Drei Gedichte der Sappho (2000)
- Fanfarrias para el público pro 15 dechových nástrojů (2004)